# Stazione di Jatinegara
La stazione di Jatinegara è una stazione ferroviaria situata a Jatinegara nella città di Giacarta Orientale in Indonesia.

## Storia
Prima della costruzione della stazione l'area in cui sorge l'edificio attuale era occupata da un acquitrino noto come Rawa Bangke. La stazione di Jatinegara venne quindi costruita nel 1910, durante il periodo coloniale olandese, su progetto di S. Snuyff, capo del dipartimento delle opere pubbliche delle Indie orientali olandesi; all'epoca della sua inaugurazione la stazione si chiamava stazione di Meester Cornelis dal nome della municipalità in cui era situata (oggi Jatinegara, sotto-distretto di Giacarta). La stazione doveva garantire i collegamenti verso est, e con la città di Bandung in particolare.